# Фортечні мури і вежі Таллінна
59°26′06″ пн. ш. 24°44′28″ сх. д. / 59.4351° пн. ш. 24.741° сх. д.

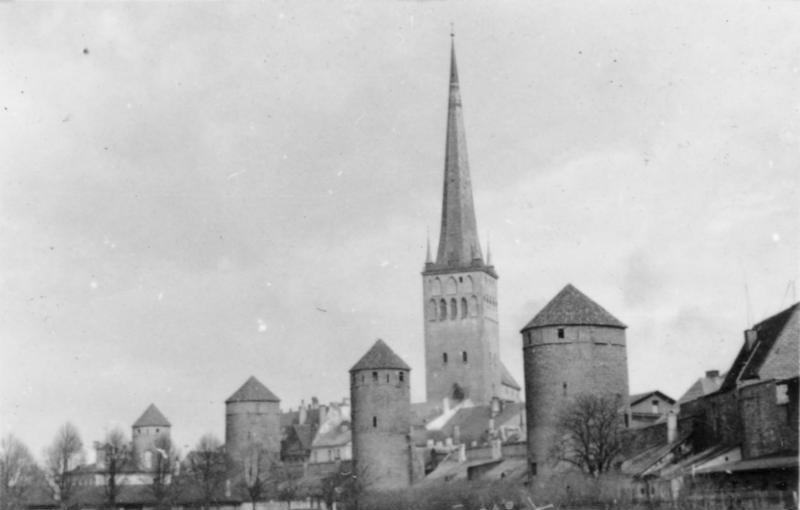
Фортечний мур Таллінна і Ольовісте в 1943 році

Талліннські міські мури (ест. Tallinna linnamüür), що включають у себе фортечні мури і вежі, оточує середньовічний Старе місто Таллінна.
Фортечні мури міста відомі з 1248 р., проте найдавніші зі збережених донині мурів і башт відносяться до XIV століття. Будівництво тривало в XV столітті, реконструкція укріплень завершена в 1520-х роках. Вони дуже добре збереглися досі: на кінець XVI століття було зведено 26 веж, з яких збереглося 18. Мури мали висоту до 8 метрів при товщині 2,85 метра. По низу внутрішньої частини мурів йшла стрілчаста аркада. Протягом XV—XVI століть у міру розвитку артилерії вежі надбудовувалися, в них влаштовували гарматні бійниці.
Найвищою є башта Кюстер (30 м)[джерело?], наймасивнішою — чотириповерхова Товста Маргарита в комплексі Морських воріт.
Аналогічні кам'яні укріплення мало місто Тарту, однак вони були знесені в XVIII столітті.

## Список веж
| Порядковий номер | Номер будинку                      | Оригінальна назва              | Зображення | Опис |
| ---------------- | ---------------------------------- | ------------------------------ | ---------- | --- |
| 1                | Pikk jalg                          | Pika jala väravatorn           |            | Надбрамна вежа Пікк Ялг |
| 2                | Nunne                              | Seegitagune torn               |            | Башта Сеегітагуне — не збереглася |
| 3                | Nunne № 9                          | Saunatagune torn               |            | Башта Саунатагане — перекладається як «За лазнею», збереглася частково, побудована в кінці XV століття. |
| 4                | Nunne                              | Nunnavärav                     |            | Ворота Нунна — не збереглися, зруйновані в 1868 році |
| 5                | Suur-Kloostri                      | Nunnatorn                      |            | Башта Нунна, побудована в 1460 р. на місці старої сідловидної вежі. |
| 6                | Suur-Kloostri                      | Kloostrivärav                  |            | Ворота Клоострі — прохід, зведений в XIX столітті |
| 7                | Suur-Kloostri                      | Saunatorn                      |            | Башта лазні |
| 8                |                                    | Kuldjala torn                  |            | Башта Кулдяла — вежа «Золота нога» |
| 9                | Kooli № 1 / 3                      | Nunnadetagune torn             |            | Башта Нуннатагане — з'єднана з пізніше побудованим сусіднім будинком |
| 10               | Kooli № 7                          | Loewenschede torn              |            | Башта Лоевеншеде — з'єднана з пізніше побудованим сусіднім будинком |
| 11               |                                    | Lippe torn                     |            | Башта Ліппе — не збереглася, на її місці прохід |
| 12               | Laboratooriumi № 27                | Köismäe torn                   |            | Башта Кеісмяе |
| 13               | Laboratooriumi № 29                | Plate torn                     |            | Башта Платі, побудована в кінці XV століття. |
| 14               | Laboratooriumi № 31                | Eppingi torn                   |            | Башта Еппінг |
| 15               | Laboratooriumi № 33                | Grusbeke-tagune torn           |            | Башта за Грусбеке |
| 16               | Lai № 49                           | Renteni torn                   |            | Башта Рентені — збереглася частина башти всередині пізнішої будівлі |
| 17               | Lai                                | Wulfgardi-tagune torn          |            | Башта за Вульфгард — збереглася частина башти |
| 18               | Pikk                               | Suur Rannavärav                |            | Великі морські ворота — збереглися зовнішні ворота зі сторожовою вежею (XVI століття), внутрішні (старі) ворота в чотирикутній вежі не збереглися. Прообрази таких парних веж укріплених воріт у Нідерландах і на Нижнього Рейні. |
| 19               | Pikk                               | Paks Margareeta                |            | Товста Маргарита |
| 21               | Pikk                               | Stoltingi torn                 |            | Башта Столтінгі |
| 22               | Pikk № 62                          | Hattorpe-tagune torn           |            | Башта за Хатторпе — частина реконструйованої в XIX столітті будівлі на Пікк, 62 |
| 23               | Sulevimägi                         | torn endise Vene kiriku juures |            | Башта біля колишньої російської церкви — не збереглася |
| 24               |                                    | Väike Rannavärav               |            | Малі морські ворота — не збереглися |
| 25               | Vene № 28                          | Bremeni torn                   |            | Башта Тягаря |
| 26               | Müürivahe № 58                     | Munkadetagune torn             |            | Башта Мункадетагуне |
| 27               | Müürivahe № 48 / Uus № 1           | Hellemani torn                 |            | Башта Хеллман |
| 28               | Viru                               | Viruvärav                      |            | Віруські ворота — зруйновано в 1843 році, збереглися предвратні сторожові вежі (1454 рік). |
| 29               | Pärnu maantee № 2 / Müürivahe № 32 | Hinke torn                     |            | Башта Хінке |
| 30               | Väike-Karja                        | Duveli або Kuraditorn          |            | Башта Дувелі — не збереглася, зруйнована 1882 |
| 31               | Georg Otsa                         | Lurenburgi suurtükitorn        |            | Гарматна вежа Люренбургі — не збереглася, зруйнована в 1767 році |
| 32               |                                    | Karjavärav                     |            | Ворота Карья — не збереглися, зруйновано в 1849 році |
| 33               | Müürivahe                          | Assauwe torn                   |            | Башта Ассауве |
| 34               | Harju                              | Harju värav                    |            | Ворота Харью — не збереглися |
| 35               | Rüütli                             | Kitsetorn                      |            | Башта Кітсе |
| 36               | Rüütli / Komandandi tee            | Kiek in de Kök                 |            | Кік-ін-де-Кек, закладена в 1475 г . |
| 37               |                                    | Neitsitorn                     |            | Дівоча вежа |
| 38               |                                    | Tallitorn                      |            | Башта Таллі |
| 39               | Lühike jalg                        | Lühike jala väravotorn         |            | Надбрамна вежа Люхіке Ялг |